# 152 a.C.

## Eventos
- Marco Cláudio Marcelo, pela terceira vez, e Lúcio Valério Flaco, cônsules romanos.[1].
- Termina a Segunda Guerra Celtibera, sob o comando de Cláudio Marcelo.
- Terceiro ano da Guerra Lusitana na Península Ibérica.
- 157a olimpíada: Leônidas de Rodes, vencedor do estádio pela quarta vez. Ele já havia vencido em 164, 160 e 156 a.C., sendo o único que recebeu doze coroas olímpicas em quatro olimpíadas.[2]

## Mortes
- Lúcio Valério Flaco, enquanto ocupava o consulado.[1]